# Крістен Торснесс
Крістен Торснесс (англ. Kristen Thorsness, 10 березня 1960) — американська академічна веслувальниця.
Олімпійська чемпіонка 1984 року в складі вісімки.
Срібна призерка Чемпіонату світу 1987 року в складі вісімки.